# Recybois

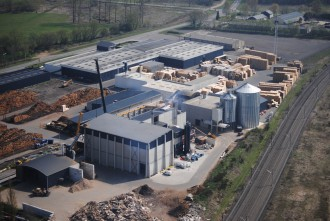
Vue aérienne de l'usine de Latour.

Recybois est une filiale du Groupe François, productrice du granulé de bois Badger Pellets et de la litière pour cheval Horse Cover.

## Préambule: le groupe
Le Groupe François est un groupe industriel belge actif dans le secteur du bois. Son siège social se trouve à Virton, en Province de Luxembourg, dans le sud de la Belgique. Le groupe dispose de plusieurs filiales parmi lesquelles : Paletterie François, spécialisée dans la production de palettes, Recybois et Kiowatt, spécialisées dans la production d'énergie à partir de biomasse, dans la production de granulés destinés au chauffage et dans la production de litière pour chevaux, et de Logico, spécialisée notamment dans le transport, la réparation et la vente de palettes d'occasion. Le groupe emploie environ 170 personnes et est leader belge dans la production d'emballages bois.

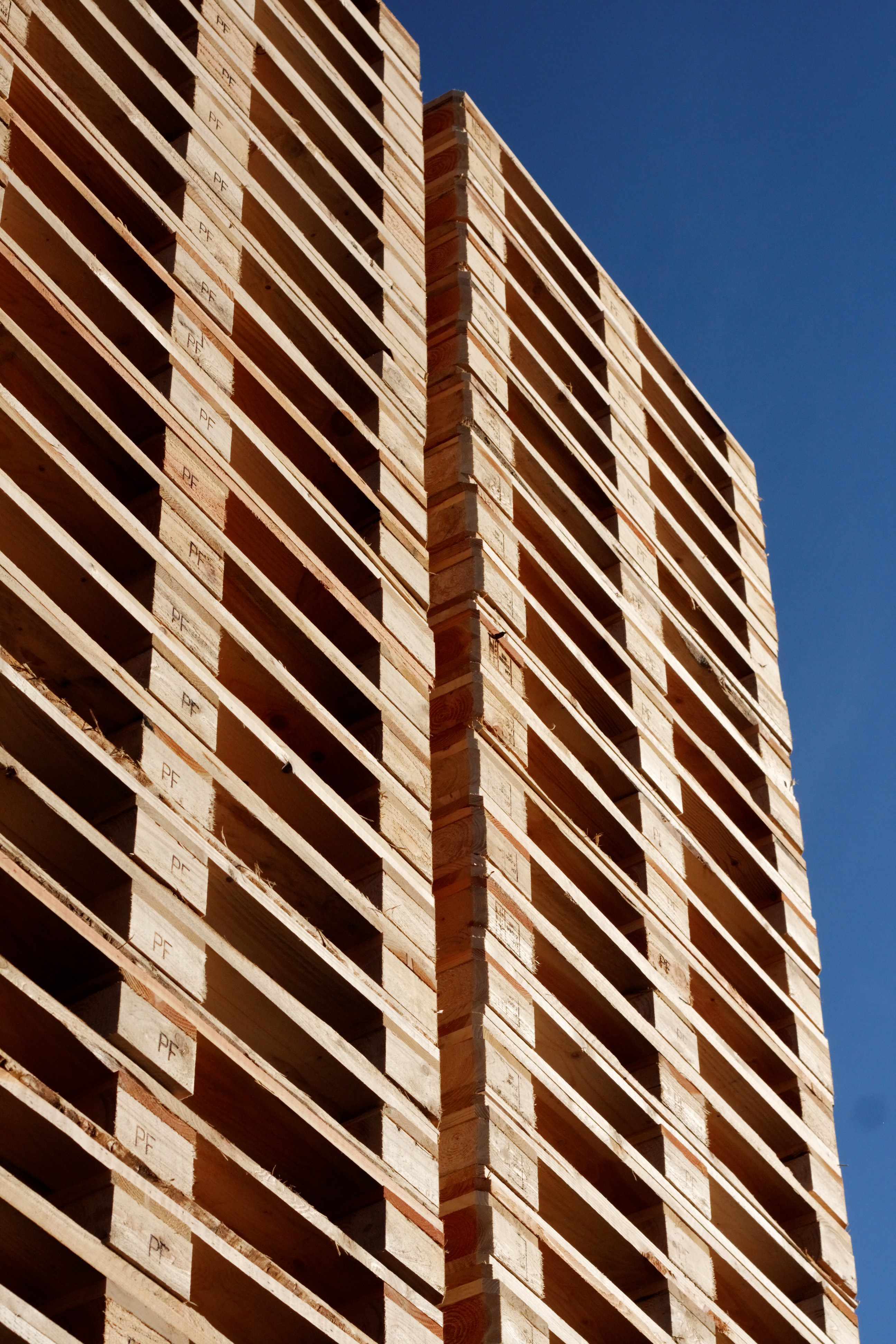
Palettes Euro.

Le Groupe François est né d’une petite scierie familiale qui a été transformée au fil des ans en une entreprise performante et très présente à l’exportation par son administrateur Bernard François. Le groupe François emploie 170 personnes. Il comporte tout d’abord la Paletterie François, créée en 1980 par Bernard François et Pierre François et qui s’impose comme la plus grande entité productrice d’emballages bois en Belgique (respectivement 1,2 million de palettes et 1,5 million de palettes Europe produites annuellement). En 2003, dans le but de diversifier son activité et d’assurer son autonomie énergétique, le groupe François reprend, en partenariat avec l’intercommunale Idelux, la société Recybois,.

## Historique de Recybois
À travers Recybois, le groupe François est devenu chef de file en matière de production d’énergie à base de biomasse, à savoir des bois dont la seule valorisation possible est énergétique (bois de catégorie « B », issus de déchèteries, mais qui n'ont été traités avec des matières dangereuses). Recybois dispose d’une unité de cogénération capable d’assurer une production de 30 millions de kilowattheures par an, dont la majeure partie est injectée sur le réseau public, et une production de 60 millions de kilowattheures thermiques, utilisés par la Paletterie pour sécher ses palettes et chauffer ses bâtiments. Recybois comporte enfin une unité de sciage biodécoupe qui permet d’optimaliser l’usage de ressources forestières locales pour produire les planches nécessaires à la production de palettes.
Cela fait également depuis 2007 que Recybois, filiale du groupe, fabrique les granulés de bois (en anglais pellets). L’entreprise a acquis un recul en la matière, avec un réseau de distribution qui couvre la Belgique, le Luxembourg et l’Est de la France,. Le site de production est localisé sur le parc industriel de Latour, en province de Luxembourg, en Belgique. Les granulés de bois sont distribués dans le Nord-Pas-de-Calais, la Picardie, la Champagne-Ardenne, la Moselle, la totalité de la Belgique et du Luxembourg et le Limbourg néerlandais.

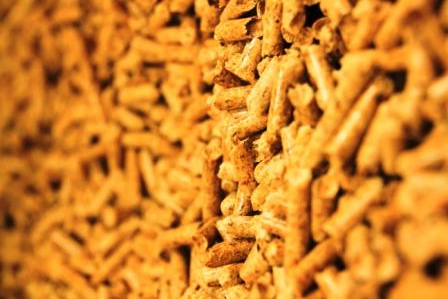
Pellets en vrac.

Fin 2013, Kiowatt participe en outre à la naissance d’une première mondiale : en convertissant la chaleur résiduelle de la centrale, il va climatiser un centre de données qui deviendra par là même le premier centre de données « vert » au monde. Cette entité interviendra par ailleurs pour plus de 14 % dans les engagements de réductions d’émissions du CO2 proposé par le Grand-Duché.